# Галич (Ивано-Франковская область)
Га́лич (или Галыч, укр. Га́лич) — город в Ивано-Франковском районе Ивано-Франковской области Украины. Административный центр Галичской общины.
Находится на обоих берегах Днестра, в устье его правого притока — реки Луквы.
Один из древнейших городов Киевской Руси, в XII—XIV веках Галич был столицей Галицкого, а затем и Галицко-Волынского княжеств.

## Этимология названия
Фасмер считает, что название представляет собой прилаг. «галичь» от «галица», то есть галка (что, в свою очередь, этимологически связано с праслав. *galъ — «чёрный»); в гербе Галичины и Галича много сотен лет изображается галка (Галичины — идущая, Галича — стоящая).
По тексту былины «Дюк Степанович» «галичи — по-русски звать так чёрные вороны».
По другим данным название ойконима Галич образовано от этнонима галаты с народноэтимологической переработкой в распространённую форму на -ич.

## Население
По данным переписи 2001 года, украинцы составляли 97,50 % населения города, русские — 1,75 %.
По данным на 1 января 2015 года численность населения города составляет 6256 человек.

### Языковой состав
Родной язык населения по данным переписи 2001 года:
| Язык       | Численность, чел. | Доля     |
| ---------- | ----------------- | -------- |
| Украинский | 6 306             | 98,44 %  |
| Русский    | 76                | 1,19 %   |
| Другое     | 24                | 0,37 %   |
| Итого      | 6 406             | 100,00 % |

Украинский язык является основным и единственным официальным языком города.

## История

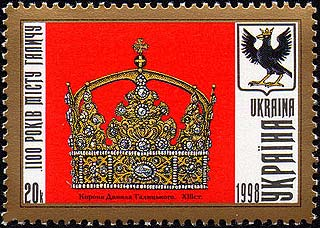
1100 лет городу Галичу

Первое упоминание местожителей галичане в летописях относится к 1138 году: «Ярополку же скопившю множество вои: Ростовцы, Полочане, Смоляне, Оугры, Галичане». Первое же письменное упоминание города появилось в Ипатьевской летописи под 1140 годом; а в Лаврентьевской летописи — под 1144 годом.
Первое устное упоминание Галича — в былине о Дюке Степановиче, выезжающем в Киев, где на заставе служил Илья Муромец. По тексту былины город Галич был лучше Киева по качеству жизни (погреба глубокие, где на цепях хранились бочки пива, имели вентиляцию, в Киеве же пиво в погребах затхлое; все печки в Галиче — муровляные с изразцами, улицы — с дощатым настилом и покрыты у церквей холстами багряными и так далее).
В период крещения Руси при Владимире Крестителе в Галиче уже стояли церкви и, надо полагать, крещение было проведено раньше, чем в Киеве представителями правившего древнего рода дулебов и Дюк (Дук) Степанович — представитель этого рода — в былине является противопоставлением Илье, Киеву как организатор лучшей жизни и подвижник христианства и так далее.
В XII—XIV веках Галич был столицей Галицкого, а затем и Галицко-Волынского княжеств. Детинец княжьего Галича находился близ нынешнего села Крылос, а на месте сегодняшнего города располагалась пристань Галича на Днестре. Город был достаточно большим по меркам Древней Руси, хотя и не мог соперничать с Киевом или Новгородом. Через Галич проходили важные торговые пути в Венгрию и Польшу. Город нередко становился ареной столкновений между галицкой знатью, князьями Волыни и Галиции и венгерскими войсками. Галич был захвачен и сожжён монгольскими войсками (1240). Возродившись на старом месте после ухода монголов, Галич никогда более не приобрёл того значения в общерусской жизни, которое имел до прихода монголов.
При раскопках выявлены посад и размещённый на холме детинец, которые были укреплены рвами и валами. Под холмом располагалось неукреплённое поселение, заселённое ремесленниками и торговцами. Территория на север от детинца была занята загородными боярскими и монастырскими укрепленными усадьбами.
От княжьего Галича сохранились: фундамент старого Успенского собора в селе Крылос, церковь св. Пантелеймона в селе Шевченково, остатки фортификационных сооружений и фундаменты 10 старинных церквей. Позднейший период представлен остатками Старостиньского замка.
В 1254 году Даниил Галицкий принял титул «короля Руси» от Папы римского Иннокентия IV, основав галицкий королевский дом. Потомки Даниила Романовича Галицкого имели титул «Rex Russiae» (чаще «Regis Rusie») и «duces totius terrae Russiae, Galicie et Ladimirie» («король Руси» и «князь всей земли русской, галицкой и владимирской»).
В конце XIV века был захвачен польскими феодалами.
В 1367 году город получил магдебургское право. Перечислен в летописном «Списке русских городов дальних и ближних» (конец XIV века).
В конце XIV — в начале XV веков построена Церковь Рождества.
В 1434—1772 годах Галич был центром Галицкой земли Русского воеводства Польского королевства.
В 1772 году Галич вошёл в состав королевства Галиции и Лодомерии, тем самым ставши частью т. н. «Габсбургской монархии».

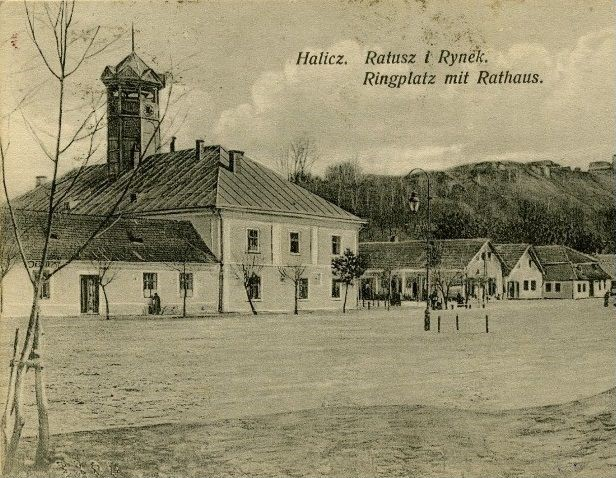
Галич, начало XX века

В 1919 году Галич вошёл в состав Польской Республики, стал центром Станиславовского воеводства.
1 сентября 1939 года германские войска напали на Польскую Республику, началась Германо-польская война 1939 года.
17 сентября 1939 года Красная Армия Советского Союза вступила на территорию восточной Польши — Западной Украины, и 28 сентября 1939 года был подписан Договор о дружбе и границе между СССР и Германией.
27 октября 1939 года установлена советская власть.

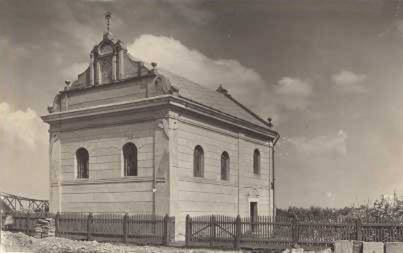
Галичанская кенасса, 1917 год

С 14 ноября 1939 года в составе Украинской Советской Социалистической Республики Союза Советских Социалистических Республик.
4 декабря 1939 года в Станиславской области (Указ Президиума Верховного совета СССР от 4 декабря 1939 года). Галич получил статус посёлка городского типа.
С 1940 года в Украинской ССР получил статус города.
2 июля 1941 года оккупирован войсками Третьего Рейха
.
24 июля 1944 года город был второй раз занят советскими войсками 1-го Украинского фронта в ходе Львовско-Сандомирской наступательной операции (1944): 1-й гвардейской армии — 74-го ск (командир: генерал-лейтенант Ф. Е. Шевердин) в составе: 147-й сд (полковник И. С. Герасимов), 155-й сд (полковник И. М. Иванчура), 276-й сд (генерал-майор П. М. Бежко); 1-го отдельного гвардейского тяжёлого танкового полка (подполковник А. А. Стрелец); 24-й гвардейской пушечной артбригады (полковник Н. И. Брозголь); 6-й инженерно-сапёрной бригады (полковник А. В. Астапов).
В 1970 году — центр Галичского района Ивано-Франковской области Украинской ССР, на правом берегу реки Днестр, в 26 км к северу от областного центра Ивано-Франковска. Узел автодорог. Железнодорожная станция (на линии Ивано-Франковск — Львов). Имелись заводы: овощесушильный, сыродельный, стройматериалов, железобетонных изделий, кирпичный. Сохранялся памятник старины — Церковь Рождества (конец XIV — начало XV веков; реставрирована в 1825 году).
В 1994 году в городе и окрестностях создан Национальный заповедник «Древний Галич».
Современный Галич расположен на автомагистрали Львов — Ивано-Франковск, в 110 км от Львова. Расстояние до Ивано-Франковска по железной дороге — 29 км, по автодорогам — 25 км.

## Достопримечательности
- Церковь Рождества Христова (XIV—XV ст.)
- Галицкий замок (сердина XIV ст.)
- Церковь святого Дмитрия (1831)
- Австрийский мост (1912)
- Дом уездного суда
- Колонна Глуховского (1858)
- Караимское кладбище
- Музей караимской истории и культуры

## Галерея

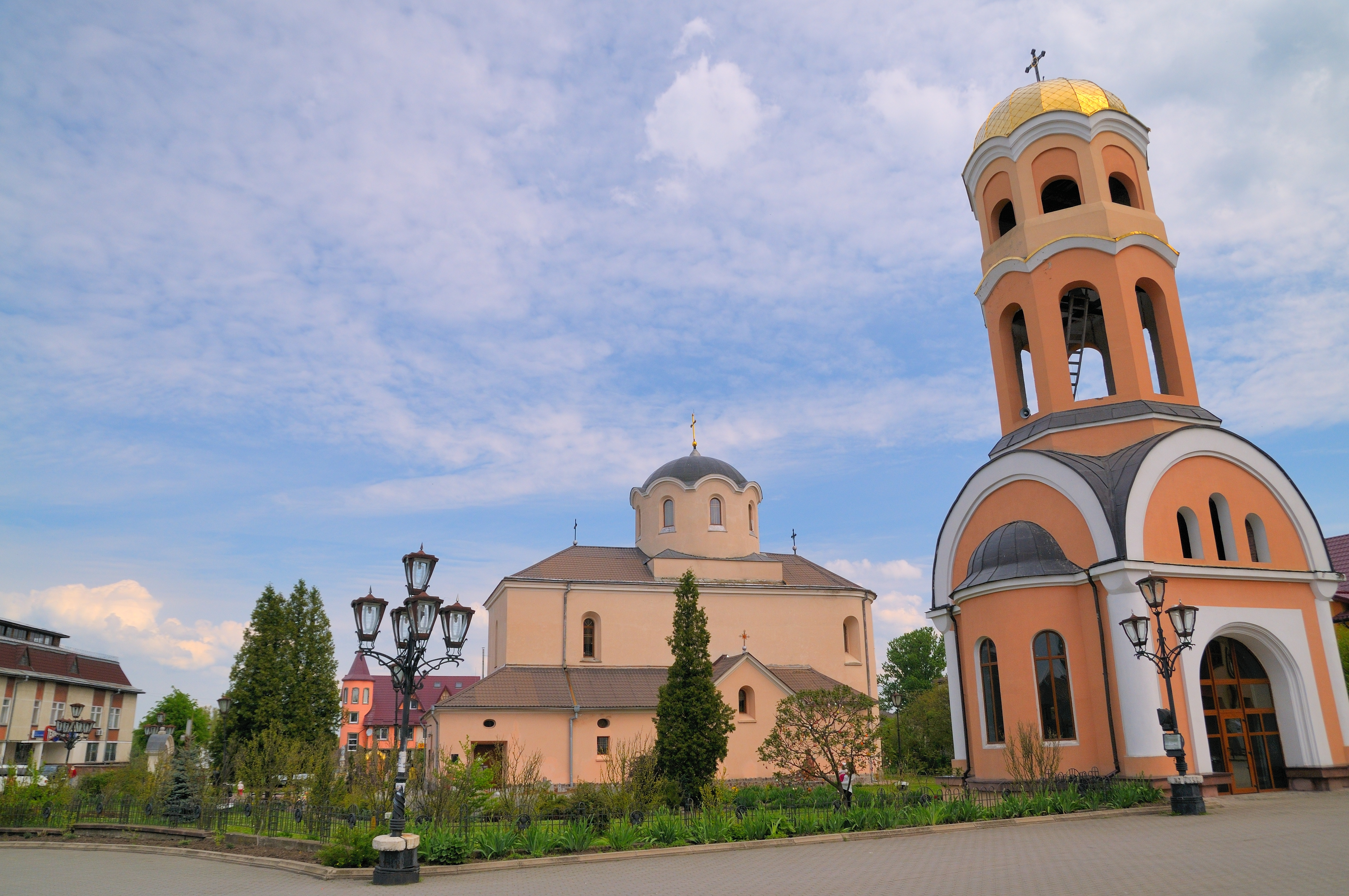
Церковь Рождества Христова (XIV—XV века)
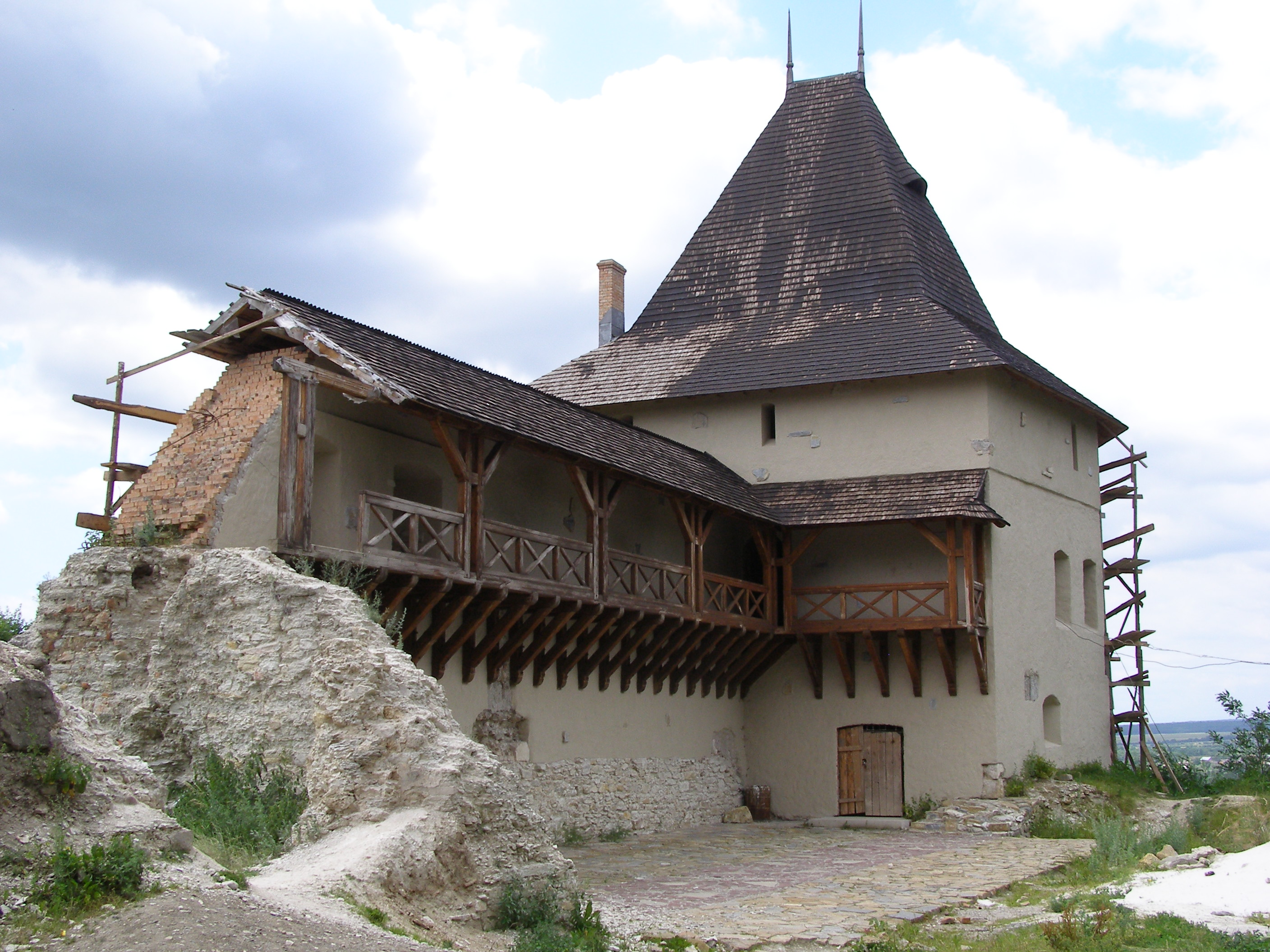
Галицкий замок XIV века
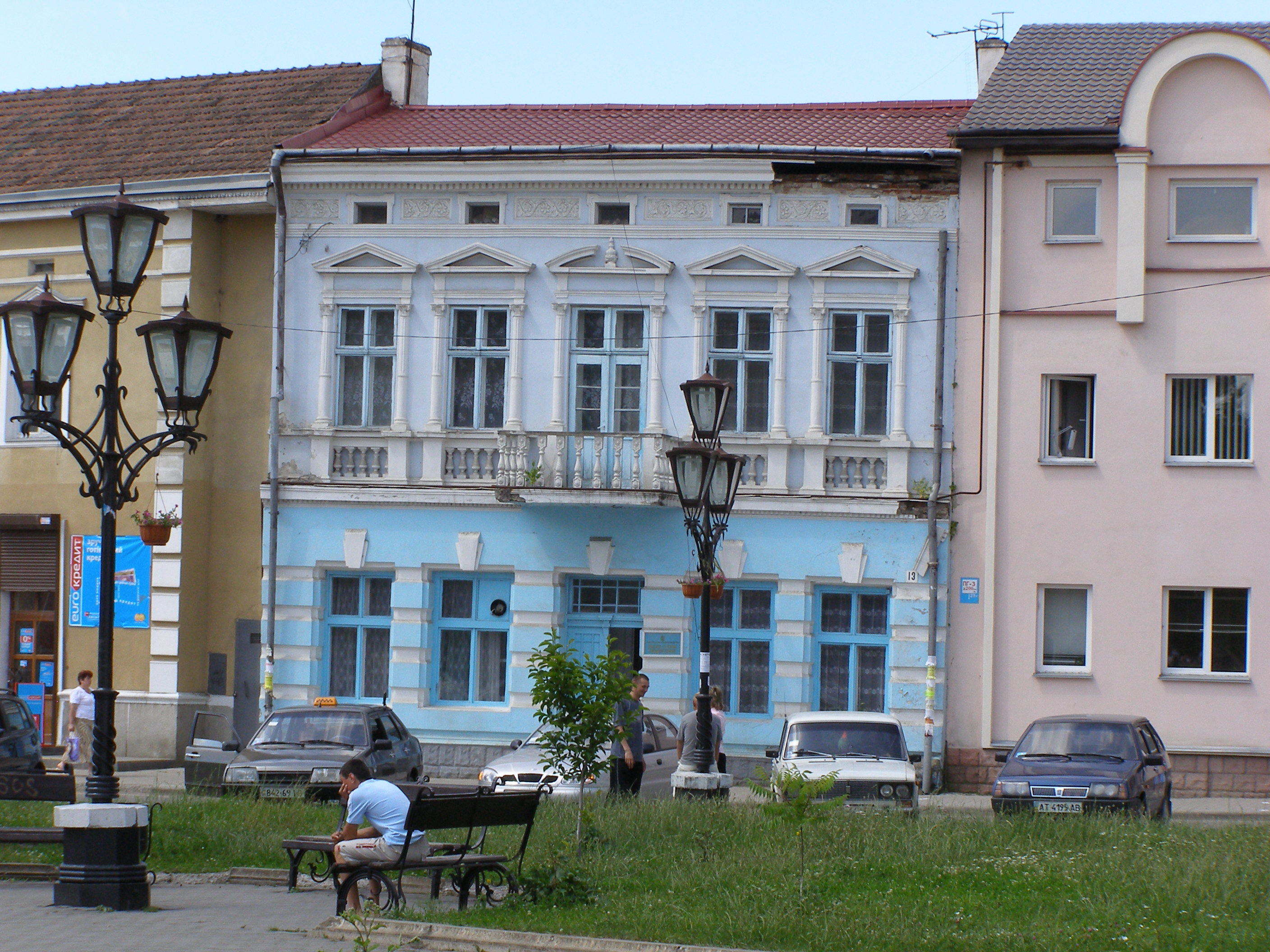
Майдан Рождества
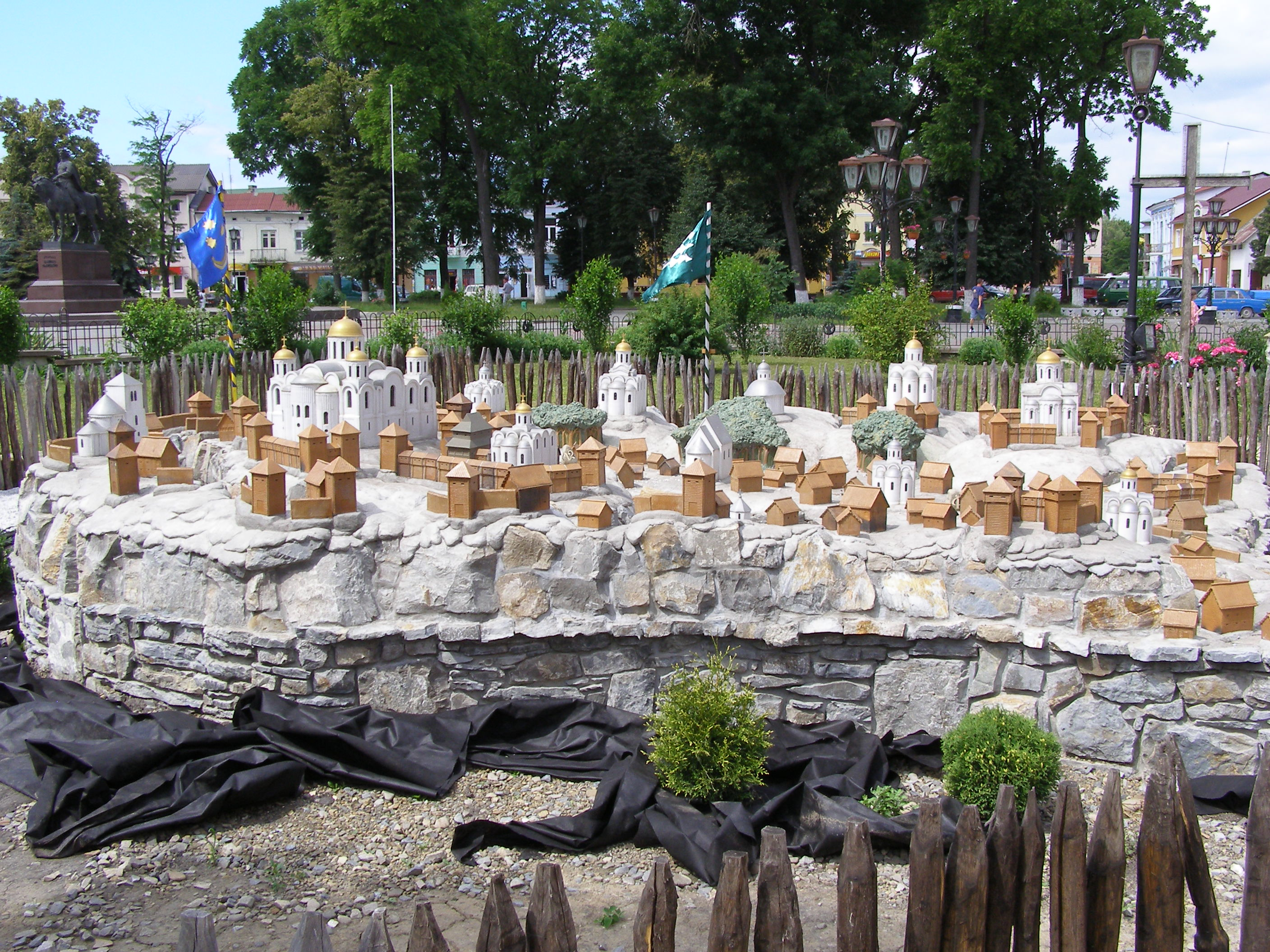
Макет древнего города
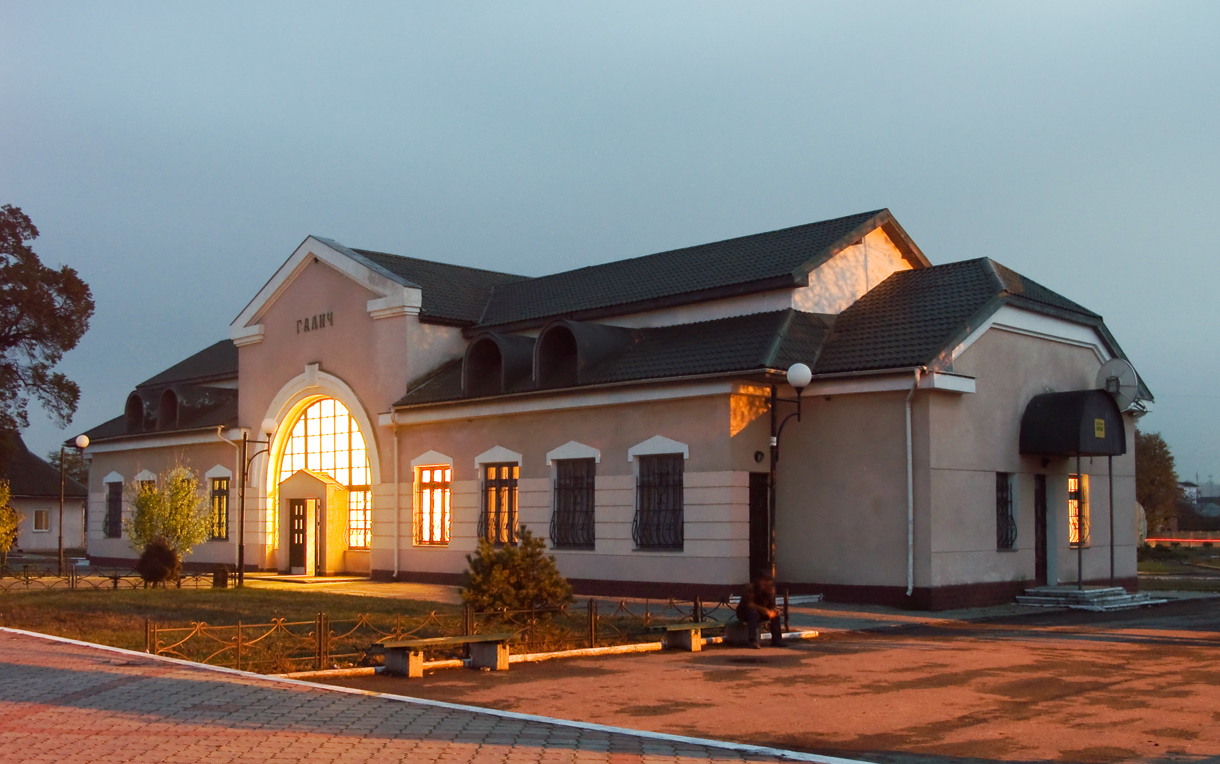
Железнодорожный вокзал
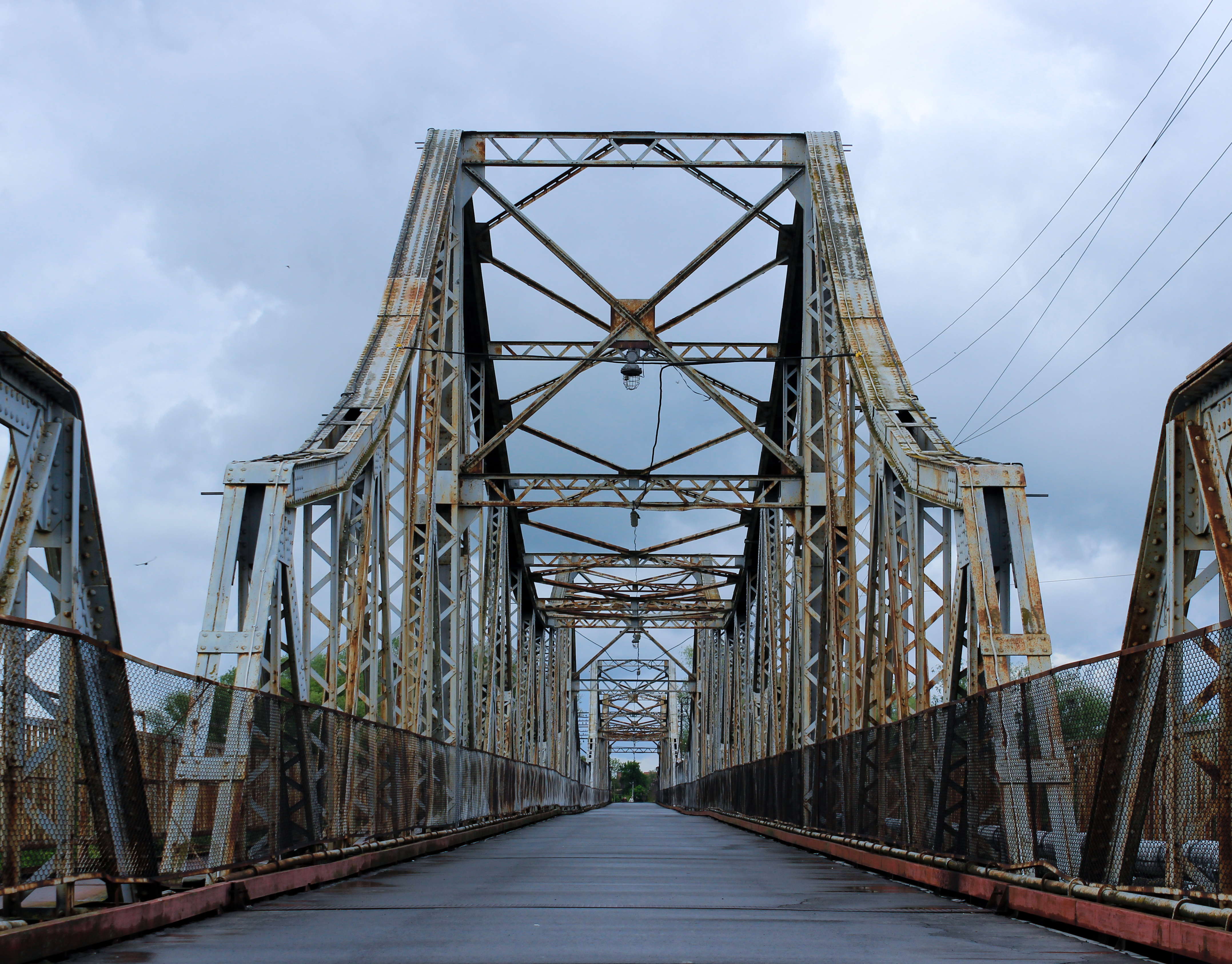
Австрийский мост через Днестр